# Linje Lusta (film, 1981)
Linje Lusta är en svensk TV-film från 1981 i regi av Bo Widerberg, baserad på Tennessee Williams pjäs A Streetcar Named Desire. Filmen hade premiär den 29 december 1981.

## Rollista
- Börje Ahlstedt - Mitch
- Bibi Andersson - Blanch DuBois
- Kjell Bergqvist - Pablo
- Carolyn Carswell-Bennet - svart kvinna
- Maria Hedborg - Stella
- Krister Henriksson - Stanley
- Karin H. Larsson - sköterska
- Carl-Ivar Nilsson - Steve Hubbard
- Lena Söderblom - Eunice
- Bo Widerberg - doktor